# 유선 (방성후)
유선(劉宣, ? ~ ?)은 전한 말기의 제후로, 광양무왕(廣陽繆王)의 아들이다.

## 행적
원시 2년(2년), 방성후(方城侯)에 봉해졌다.
방성후 선 7년(8년), 전한이 멸망하여 작위가 박탈되었다.

## 출전
- 반고, 《한서》 권15하 왕자후표 下